# انتخابات عمدة نيويورك 2025
ستُعقد انتخابات عمدة مدينة نيويورك لعام 2025 في الرابع من نوفمبر 2025، لانتخاب عمدة جديد للمدينة. يسعى العمدة الديمقراطي الحالي، إريك آدامز، لإعادة انتخابه لولاية ثانية كمستقل. وقد وُجّهت إليه تهم فساد فدرالية في سبتمبر 2024، وواجه دعوات للاستقالة من منصبه. إلا أن وزارة العدل أمرت المدّعين بإسقاط التهم في فبراير 2025، واُغلقت القضية بشكل نهائي في أبريل من العام نفسه.
من المقرر أن تُجرى الانتخابات التمهيدية في 24 يونيو 2025، مع بدأ فترة التصويت المبكر في 14 يونيو. وتُجرى الانتخابات التمهيدية في مدينة نيويورك باستخدام نظام التصويت التفضيلي (الترتيبي).

## خلفية
اُنتخب إريك آدامز عمدةً لمدينة نيويورك عام 2021، بعد فوزه بفارق ضئيل في الانتخابات التمهيدية وتغلبه على المرشّح الجمهوري كورتيس سليوا في الانتخابات العامة. وقد شهدت فترة ولاية آدامز الكثير من الجدل، حيث دعم سياسات صارمة لمكافحة الجريمة، مثل إعادة عناصر الشرطة بالزي المدني وزيادة الوجود الأمني في نظام مترو الأنفاق بالمدينة. تلقى آدامز أيضًا انتقادات بسبب تعامله مع أزمة سكن المهاجرين ، وتحقيق مكتب التحقيقات الفيدرالي في حملته لعام 2021 ، ودعمه لسياسات عدم التسامح مطلقًا مع المشردين ، وقربه الملحوظ من الرئيس الجمهوري دونالد ترامب . أظهر استطلاع للرأي نُشر في ديسمبر 2023 من قِبل معهد كوينيبياك لاستطلاعات الرأي أن نسبة تأييد آدامز بين الناخبين المسجلين بلغت 28%، وهي أدنى نسبة تأييد لأي عمدة منذ أن بدأ المعهد إجراء الاستطلاعات في المدينة عام 1996. أظهر استطلاع للرأي أجرته كلية ماريست في أوائل أكتوبر 2024 أن نسبة تأييده بلغت 26% فقط، وأن 69% يعتقدون أنه يجب أن يستقيل. وبسبب عدم شعبية آدامز، نشأت تكهنات حول إمكانية وجود منافس يساري في الانتخابات التمهيدية لمحاولة إعادة انتخابه.
في 25 سبتمبر 2024، وُجّهت إلى آدامز لائحة اتهام تتضمن تهم الرشوة و‌الاحتيال و‌التآمر على المستوى الفدرالي، وذلك عقب سلسلة من التحقيقات الجنائية في إدارته. يُعد آدامز أول عمدة لمدينة نيويورك تُوجَّه إليه تهم جنائية أثناء توليه المنصب، وقد تلقى عدة دعوات للاستقالة قبل نهاية ولايته.
في 10 فبراير 2025، أمر نائب المدعي العام الأميركي «بالإنابة» إيميل بوف، ممثلي الادعاء الفدراليين بإسقاط جميع التهم الموجّهة إلى آدامز مؤقتاً ودون تحصين «بدون حكم نهائي»، وذلك بانتظار إجراء مراجعة بعد الانتخابات العامة في نوفمبر. وقد أثار هذا سلسلة من الاستقالات داخل وزارة العدل،حيث استقال 7 مدّعين عامين، بما في ذلك القائم بأعمال المدعي العام الأمريكي دانييل ساسون ومساعد المدعي العام الأمريكي هاجان سكوتن -الذي كان المدعي العام الرئيسي في القضية-. بعد سبعة أيام، أصدر براد لاندير «مرشّح أيضًا في هذه الانتخابات» بموجب سلطته كمراقب للمدينة، خطابًا عامًا إلى إريك آدامز. أعطت الرسالة آدمز مهلة نهائية حتى 21 فبراير لتقديم خطة طوارئ للتعامل مع الأزمة. في حال لم يقدم آدامز مثل هذه الخطة بحلول ذلك الوقت، ذكر لاندر في الرسالة أنه سيبدأ في تشكيل "لجنة العجز" (وهي إحدى الطريقتين لعزل العمدة). 
في 3 أبريل 2025، أعلن آدامز خروجه من الانتخابات التمهيدية للحزب الديمقراطي وسيرشح نفسه بدلاً من ذلك في الانتخابات العامة كمستقل. أدت خطوة آدامز إلى تغيير ديناميكية الانتخابات التمهيدية. قاد الحاكم السابق لنيويورك أندرو كومو معظم استطلاعات الرأي التمهيدية للحزب الديمقراطي منذ إعلان نيته الترشح في 1 مارس. لكن حزب العائلات العاملة، وهو حزب تقدمي يركز على حقوق العمال و‌العدالة الاجتماعية ويُعتبر صوتًا هامًا للطبقة العاملة والأسر ذات الدخل المحدود في نيويورك، لم يلتزم بدعم المتصدر في الانتخابات التمهيدية للحزب الديمقراطي، ومن غير المرجح أن يؤيد كومو إذا فاز. هذا المجموع من الأحداث يفتح الباب أمام احتمال وجود سباق انتخابي تنافسي يضم أربعة مرشحين: مرشح جمهوري، ومرشح ديمقراطي، ومرشح عن حزب العائلات العاملة، وآدامز. آدامز هو أول رئيس بلدية في منصبه يترشح بدون ترشيح من أي من الحزبين الرئيسيين منذ جون ليندسي عام 1969، والذي خسر ترشيح الحزب الجمهوري لكنه فاز على خط الحزب الليبرالي . يدير آدامز حملته على خط الاقتراع "إنهاء معاداة السامية"، بالإضافة إلى خط الاقتراع "الآمن وبأسعار معقولة".

## الانتخابات التمهيدية الديمقراطية
في بداية 2025، أظهرت استطلاعات الرأي أن حاكم نيويورك السابق أندرو كومو يتقدم على جميع المرشحين الآخرين بين الناخبين الديمقراطيين. استقال كوومو، حاكم نيويورك السابق، بعد اتهامات بالتحرش الجنسي.
وفي المرتبة الثانية في استطلاعات الرأي، يبرز ظهران ممداني كمرشح ديمقراطي تقدمي يحظى بدعم واسع بين الشباب والناخبين الباحثين عن تغييرات جذرية في سياسات المدينة. تركز حملة ممداني على قضايا العدالة الاجتماعية، تحسين الإسكان الميسر، وتعزيز الخدمات العامة، ما يجعله منافسًا قويًا في السباق التمهيدي للحزب الديمقراطي.[بحاجة لمصدر]